# Bahía de Talofofo
Bahía de Talofofo (del inglés: Talofofo Bay) es una ensenada en la costa sureste de la isla y territorio estadounidense de Guam, en la desembocadura del río Talofofo.

## Características
La bahía de Talofofo se caracteriza por ser una de las playas marrones más accesibles de Guam. Esta arena marrón es la deposición de limo y arena del río Talofofo, que ofrece un fuerte contraste visual con la arena blanca compuesta de piedra caliza coralina que se encuentra en la mayor parte de la isla. La playa de la bahía de Talofofo tenía un lugar para el mantenimiento de barcos.